# Diacrochordon rehmii
Diacrochordon rehmii är en svampart som beskrevs av Petr. 1955. Diacrochordon rehmii ingår i släktet Diacrochordon, divisionen sporsäcksvampar och riket svampar.   Inga underarter finns listade i Catalogue of Life.